# Union des Chypriotes
L'Union des Chypriotes (anglais : Union of Cypriots; grec moderne : Ένωσις Κυπρίων; turc : Kıbrıslılar Birliği) est une organisation politique nationaliste chypriote et progressiste à Chypre. L'Union des Chypriotes milite pour un État unitaire chypriote, la restauration de l'ordre constitutionnel détruit à Chypre après la crise de 1963-64, et la fin de l'occupation turque de Chypre.

## Histoire et aperçu
Les racines de l'Union des Chypriotes sont liées à différentes organisations, dont l'Union mondiale des Chypriotes turcophones, et l'organisation de jeunesse LINOMBAMBAKI, qui était l'une des formations à l'origine des manifestations des Chypriotes turcs en 2011,. L'organisation défend une vision unitaire plutôt que fédérale de la réunification de Chypre. Avec comme principe que la république de Chypre appartient à tous les Chypriotes, Chypriotes grecs et Chypriotes turcs, elle est favorable à un retour à la constitution de 1960 et à son renforcement dans le sens de "une nation, un drapeau, une patrie et un État".
L'organisation a soutenu les Chypriotes qui ont été pris pour cible dans les zones occupées de Chypre, lors d'événements tels que la poursuite de certains membres de la communauté pour avoir accroché le drapeau de la république de Chypre en 2013, les attaques contre le journal Afrika par des colons turcs en 2018, les procès intentés contre des journalistes par la Turquie en 2019, et les actions contre les travailleurs qui voulaient traverser les barricades pour entrer dans les zones libres en 2020. En raison de ses activités, la direction de l'organisation a été inscrite sur une liste noire et déclarée persona non grata par la Turquie en 2021.
En 2019, l'Union des Chypriotes a déclaré officiellement qu'elle souhaitait participer aux élections du Parlement européen de manière indépendante, mais elle a ensuite été représentée par Oz Karahan sur le programme du Mouvement du Jasmin,.
L'Union des Chypriotes est membre d'organisations internationales telles que la Ligue internationale de la lutte des peuples, la Coordination internationale des partis et organisations révolutionnaires, le Réseau éco-socialiste mondial, et le mouvement Non à la guerre - Non à l'OTAN.

## Prix d'honneur
L'Union des Chypriotes décerne des prix honorifiques à la mémoire du Dr. Ihsan Ali, un leader de la communauté chypriote et un homme d'État,.